# 26 نوفمبر
- السبت
- الأحد
- الاثنين
- الثلاثاء
- الأربعاء
- الخميس
- الجمعة

- 110 جمادى الأولى 1447  هـ
- 211 جمادى الأولى 1447  هـ
- 312 جمادى الأولى 1447  هـ
- 413 جمادى الأولى 1447  هـ
- 514 جمادى الأولى 1447  هـ
- 615 جمادى الأولى 1447  هـ
- 716 جمادى الأولى 1447  هـ
- 817 جمادى الأولى 1447  هـ
- 918 جمادى الأولى 1447  هـ
- 1019 جمادى الأولى 1447  هـ
- 1120 جمادى الأولى 1447  هـ
- 1221 جمادى الأولى 1447  هـ
- 1322 جمادى الأولى 1447  هـ
- 1423 جمادى الأولى 1447  هـ
- 1524 جمادى الأولى 1447  هـ
- 1625 جمادى الأولى 1447  هـ
- 1726 جمادى الأولى 1447  هـ
- 1827 جمادى الأولى 1447  هـ
- 1928 جمادى الأولى 1447  هـ
- 2029 جمادى الأولى 1447  هـ
- 2130 جمادى الأولى 1447  هـ
- 221 جمادى الآخرة 1447  هـ
- 232 جمادى الآخرة 1447  هـ
- 243 جمادى الآخرة 1447  هـ
- 254 جمادى الآخرة 1447  هـ
- 265 جمادى الآخرة 1447  هـ
- 276 جمادى الآخرة 1447  هـ
- 287 جمادى الآخرة 1447  هـ
- 298 جمادى الآخرة 1447  هـ
- 309 جمادى الآخرة 1447  هـ
- 110 جمادى الآخرة 1447  هـ
- 211 جمادى الآخرة 1447  هـ
- 312 جمادى الآخرة 1447  هـ
- 413 جمادى الآخرة 1447  هـ
- 514 جمادى الآخرة 1447  هـ

26 نوفمبر أو 26 تشرين الثاني أو يوم 26 \ 11 (اليوم السادس والعشرين من الشهر الحادي عشر) هو اليوم الثلاثون بعد الثلاثمائة (330) من السنة، أو الحادي والثلاثين بعد الثلاثمائة (331) في السنوات الكبيسة، وفقًا للتقويم الميلادي الغربي (الغريغوري). يبقى بعده 35 يومًا على انتهاء السنة.

## أحداث
- 1382 - السلطان برقوق بن أنس يتولى الحكم في مصر، وهو مؤسس دولة المماليك الثانية.
- 1778 - القبطان جيمس كوك يصبح أول أوروبي يزور جزيرة ماوي، ثاني أكبر جزر هاواي.
- 1830 - القوات الفرنسية تفشل في اقتحام مدينة البليدة الجزائرية بسبب مقاومة السكان.
- 1941 - القوات اليابانية بقيادة أمير البحار شوشي ناجومو تتوجه مع الأسطول الياباني تجاه بيرل هاربر.
- 1950 - قوات الجيش الصيني تدخل كوريا الشمالية لمساندتها ضد تحالف كوريا الجنوبية والولايات المتحدة وذلك أثناء الحرب الكورية، وساهم هذا التدخل في تعديل موزاين القوى.
- 1960 - الجمعية العامة للأمم المتحدة تمنح موريتانيا الاستقلال بالرغم من مطالبات المغرب بضمها.
- 1962 - أحمد بن بلة يشكل أول حكومة في الجزائر بعد الاستقلال.
- 1973 - موريتانيا تصبح عضوًا في جامعة الدول العربية.
- 1988 - الولايات المتحدة ترفض منح ياسر عرفات تأشيرة دخول لإلقاء خطاب في مقر الأمم المتحدة.
- 1990 - الجندي المصري أيمن حسن يهاجم جيبًا وحافلتين عسكريتين إسرائيليتين على الحدود المصرية الإسرائيلية موقعًا عددًا من القتلى والجرحى في صفوف العسكريين الإسرائيليين وذلك ردًا على مذبحة الأقصى الأولى.
- 2003 - الكونكورد تحلق برحلتها الأخيرة في مدينة برستل.
- 2008 - سلسلة انفجارات تهز مومباي العاصمة الاقتصادية للهند تستهدف عدة أماكن منها مطار داخلي وفنادق ومحطة سكة حديد ومطعم شهير ومستشفى وإحتجاز رهائن.
- 2011 - إطلاق مختبر علوم المريخ مع عربة كيوريوسيتي روفر.
- 2014 - نهائي خليجي 22 لكرة القدم بين السعودية وقطر في الرياض . وفوز قطر باللقب
- 2017 - السُلطات الإندونيسيَّة تُعلن حالة الطوارئ في جزيرة بالي وتأمر بإجلاء مائة ألف نسمة من مُحيط بُركان جبل آغونغ الذي بدأ بالاشتعال والثوران.
- 2018 - مسبار ناسا الفضائي إنسايت يهبط بنجاح على سطح المريخ.
- 2019 - زلزالٌ يضربُ ألبانيا بِقُوَّة 6.4 درجات على مقياس العزم ويُودي بحياة 51 شخصًا ويُؤدي لِإصابة حوالي 2,000 آخرين بِجُرُوح.
- 2024 - الإعلان عن اتفاق وقف لإطلاق النار بين حزب الله وإسرائيل بعد أربعة عشر شهرًا من القتال.

## مواليد
- 1550 - محمد حجازي الواعظ، عالم مسلم مصري.
- 1607 - جون هارفارد، رجل دين إنجليزي وكبير مؤسسي جامعة هارفارد.
- 1857 - فرديناند دو سوسور، عالم لسانيات سويسري.
- 1876 - ويليس كارير، مهندس ومخترع أمريكي.
- 1885 - هاينريش برونينغ، مستشار ألمانيا.
- 1894 - نوربرت فينر، عالم رياضيات أمريكي.
- 1898 - كارل تزيغلر، عالم كيمياء ألماني حاصل على جائزة نوبل في الكيمياء عام 1963.
- 1920 - عبد العزيز حسين، أديب ووزير كويتي.
- 1931 - أدولفو بريز إيسكيبل، فنان أرجنتيني حاصل على جائزة نوبل للسلام عام 1980.
- 1936 - خليل العبويني، شاعر أردني.
- 1939 -
  - عبد الله أحمد بدوي، رئيس وزراء ماليزيا.
  - تينا ترنر، ممثلة ومغنية أمريكية.
  - كوثر العسال، ممثلة مصرية.
- 1943 - مارلين روبنسون، روائية أمريكية.
- 1949 - مرعي بن عمودة الكثيري، أول رئيس وزراء لتيمور الشرقية.
- 1953 - بوسي، ممثلة مصرية.
- 1954 - نجدة إسماعيل أنزور، مخرج سوري.
- 1964 - شكري بلعيد، سياسي تونسي.
- 1971 -
  - علا غانم، ممثلة مصرية.
  - عمرو سعد، ممثل مصري.
- 1972 - أرجون رامبال، ممثل هندي.
- 1973 - بيتر فانسيلي، ممثل أمريكي.
- 1978 - جون فوكوياما، ممثل أداء صوتي ياباني.
- 1981 -
  - ستيفان أنديرسين، لاعب كرة قدم دنماركي.
  - ناتاشا بدنجفيلد، مغنية إنجليزية.
- 1984 - أنتونيو بويرتا، لاعب كرة قدم إسباني.
- 1986 - رودينا فهمي، ممثلة مصرية.
- 1990 - داني ويلبيك، لاعب كرة قدم إنجليزي.
- 1991 - مانولو غابياديني، لاعب لاعب كرة قدم إيطالي.
- 1994 - أزرا هاجيتش، لاعبة كرة مضرب أسترالية.

## وفيات
- 399 - سيرغيوس.
- 829 - ابن أعين المصري، فقيه مالكي.
- 1126 - آق سنقر البرسقي، صاحب الموصل والرحبة.
- 1504 - إيزابيلا الأولى، ملكة قشتالة وليون وصقلية.
- 1829 - توماس باك ريد، سياسي ومحامي أمريكي.
- 1836 - جون لودون، مهندس اسكتلندي.
- 1851 - جان دو، عسكري وسياسي فرنسي.
- 1855 - آدم ميتسكيفيتش، شاعر وطني بولندي.
- 1857 - جوزيف فرايهر، كاتب ألماني.
- 1926 - جون موسز براونينغ، صانع أسلحة نارية أمريكي.
- 1928 - راينهارد شير، أدميرال ألماني.
- 1952 - سفين هيدين، ستكشف ومصور وجيولوجي سويدي.
- 1980 -
  - بيت ديباولو، سائق فورملا 1 هندي.
  - علي بن محمد العيثان، فقيه جعفري ومدرس إسلامي سعودي.
- 1981 - ماكس إيوي، لاعب شطرنج محترف وعالم رياضيات ومؤلف هولندي.
- 1988 -
  - توفيق الدقن، ممثل مصري.
  - محمد بن عبد العزيز آل سعود، رئيس مجلس العائلة المالكة السعودية.
- 2001 - نيلس أسلك فالكيابا، كاتب وموسيقي فنلندي.
- 2003 - ميرزا عبد الرسول الإحقاقي، مرجع شيعي كويتي.
- 2005 - غريد الشاطئ، مغني كويتي.
- 2011 - عامر منيب، مغني مصري.
- 2012 -
  - جوزيف موراي، جراح تجميل أمريكي حاصل على جائزة نوبل في الطب عام 1990.
  - ميلاد حنا، مهندس ومفكر سياسي مصري.
- 2014 - صباح، فنانة لبنانية.
- 2018 - ستيفن هيلنبرغ، مبتكر ومخرج ومنتج وكاتب مسلسل سبونج بوب، ومخرج سبونج بوب سكوير بانتس.
- 2019 - عطا الله أبو زياد، شاعر فلسطيني أردني.
- 2020 -
  - الصادق المهدي، مفكر وسياسي سوداني.
  - حافظ أبو سعدة، سياسي مصري.

## أعياد ومناسبات
- يوم الدستور في الهند.
- يوم العهد في البهائية.

## وصلات خارجية
- وكالة الأنباء القطريَّة: حدث في مثل هذا اليوم.
- النيويورك تايمز: حدث في مثل هذا اليوم.
- BBC: حدث في مثل هذا اليوم.